# Satellietgliacel

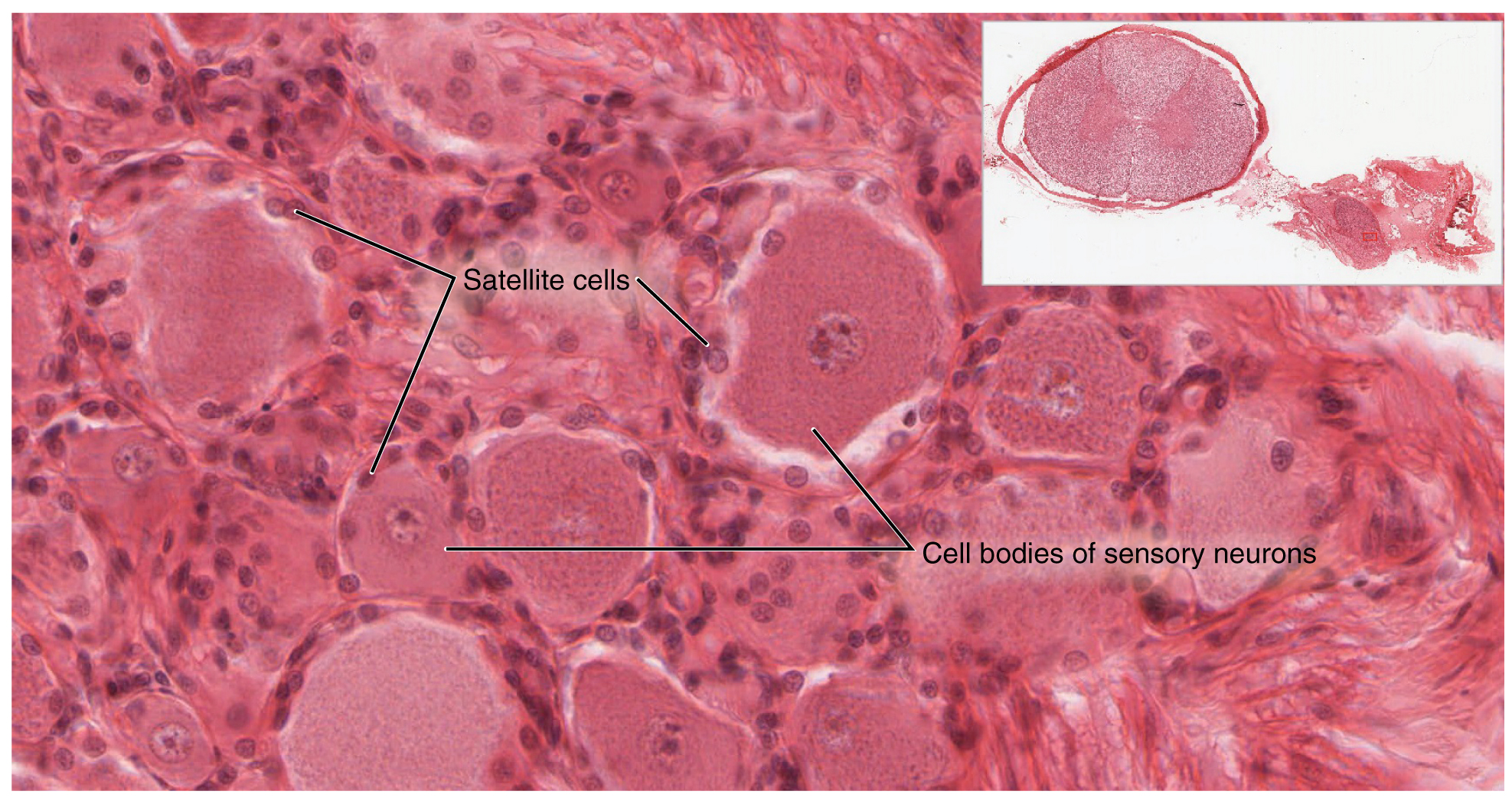
Satellietgliacellen omringen de cellichamen van sensorische zenuwcellen

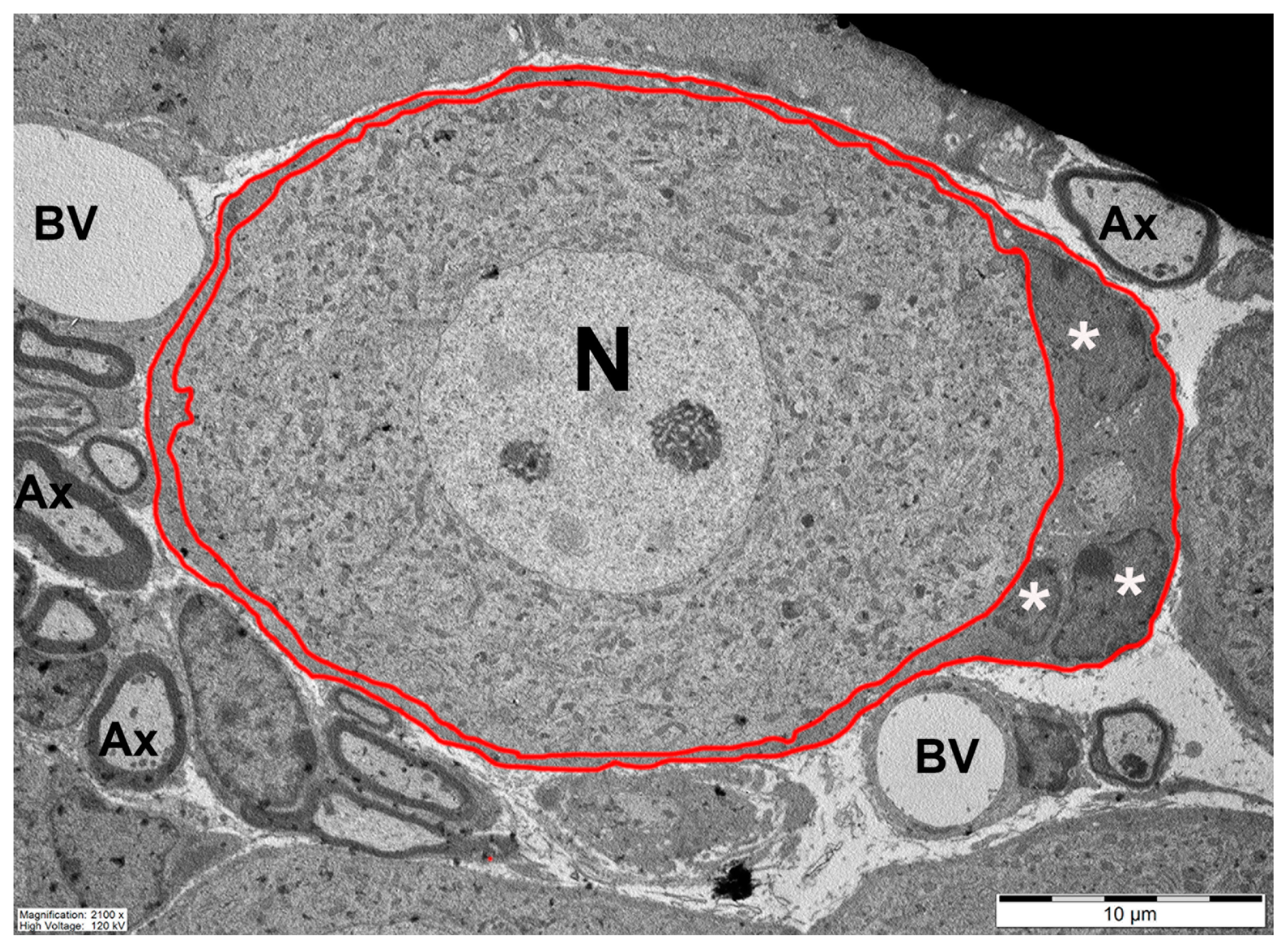
Satellietgliacellen (rood) rondom een perikaryon (N) in het ganglion van Gasser van muizen. Drie kernen van satellietgliacellen zijn gemarkeerd met sterretjes (*). BV, bloedvat; Ax, axon.

Satellietgliacellen, in het verleden amficyten genoemd, zijn gliacellen die zich bevinden rond zenuwcellen van het perifere zenuwstelsel. Ze spelen een rol bij de ondersteuning en bescherming van axonen van zenuwcellen. Ze worden aangetroffen in sensorische, sympathische en parasympathische zenuwknopen. Ze vormen de dunne celomhulsels die de individuele zenuwcellen in deze zenuwknopen omringen. Zowel satellietgliacellen als Schwanncellen (de cellen die sommige axonen in het perifere zenuwstelsel omhullen) zijn afkomstig van de neurale lijst van het embryo tijdens de embryonale ontwikkeling. Er is ontdekt dat satellietgliacellen verschillende rollen spelen, waaronder controle over de micro-omgeving van sympathische zenuwknopen. Ze hebben een vergelijkbare rol als astrocyten in het centrale zenuwstelsel. Ze leveren voedingsstoffen aan de omliggende zenuwcellen en hebben ook een structurele functie. Satellietgliacellen fungeren ook als beschermende, schokdempende cellen. Bovendien hebben ze verschillende zenuwreceptoren die een reeks interacties met neuroactieve stoffen mogelijk maken.  Veel van deze zenuwreceptoren en andere ionkanalen worden in verband gebracht met gezondheidsproblemen, waaronder chronische pijn en het Herpes-simplexvirus.

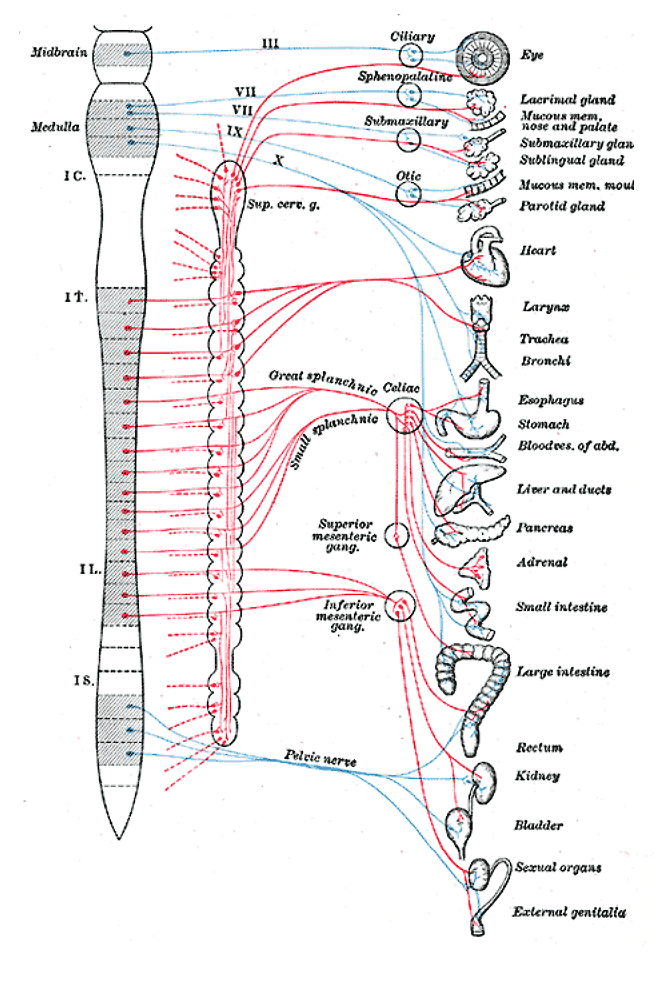
Satellietgliacellen worden tot expressie gebracht in de sympathische en parasympathische zenuwknopen in hun respectievelijke zenuwstelsels.

## Structuur

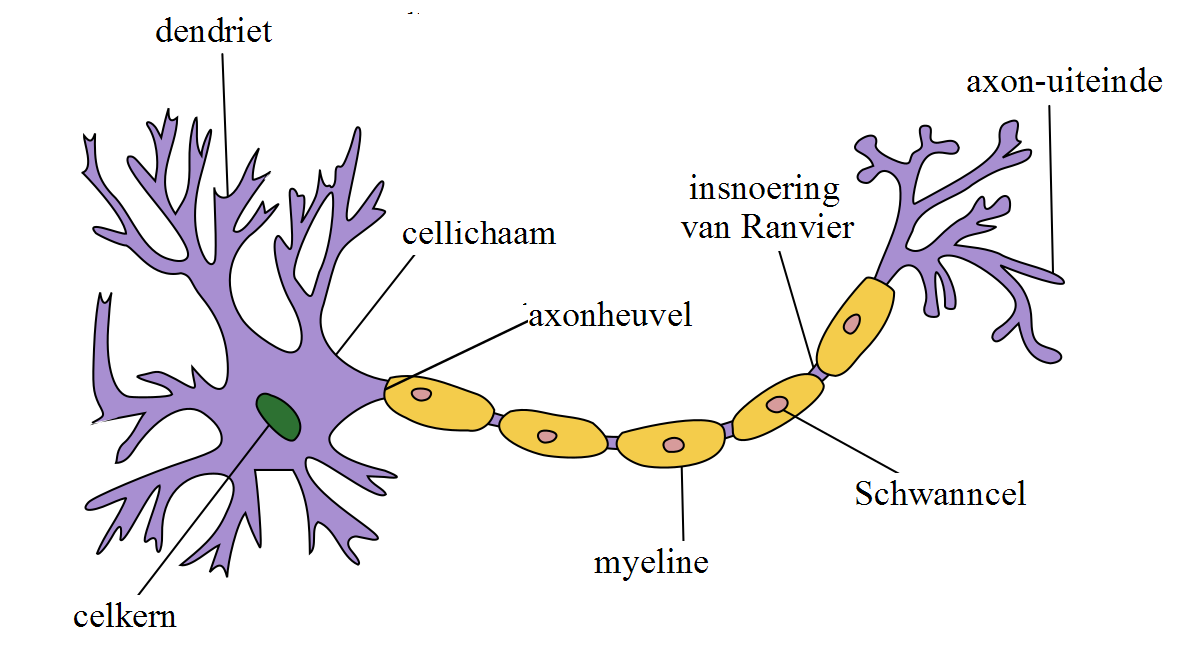
Afbeelding van een zenuwcel

In een satellietgliacel wordt het perikaryon aangeduid door het gebied dat de enkele, relatief grote kern bevat. Elke zijde van het perikaryon strekt zich naar buiten uit en vormt perineuronale uitsteeksels. Het gebied dat de kern bevat, heeft het grootste volume cytoplasma, waardoor dit gebied van de satellietgliacel-omhulling dikker is. De omhulling kan nog dikker zijn als meerdere satellietgliacellen op elkaar liggen, elk met een afmeting van 0,1 micrometer.
Satellietgliacellen bevatten alle gebruikelijke organellen die nodig zijn om cellulaire producten te maken en de homeostatische omgeving van de cel te handhaven. Het plasmamembraan van satellietgliacellen is dun en niet erg dicht, en het is geassocieerd met celadhesiemoleculen, receptoren voor neurotransmitters en andere moleculen, en ionkanalen, met name kaliumionkanalen. Binnen individuele satellietgliacellen is er zowel ruw als glad endoplasmatisch reticulum, maar het laatste is veel minder overvloedig. Meestal worden het golgicomplex en de centriolen in een satellietgliacel gevonden in een regio die heel dicht bij de celkern ligt. Aan de andere kant worden mitochondriën overal in het cytoplasma gevonden along with the organelles involved in autophagy and other forms of catabolic degradation, such as lysosomes, lipofuscin granules, and peroxisomes. samen met de organellen die betrokken zijn bij autofagie en andere vormen van katabole afbraak, zoals lysosomen, lipofuscinekorrels en peroxisomen.[14] Zowel microtubuli als intermediair filamenten kunnen overal in het cytoplasma worden gezien, en meestal liggen ze parallel aan de satellietgliacel-mantel. Deze filamenten worden in grotere concentraties aangetroffen bij de axonheuvel en bij het begingedeelte van een axon in een satellietgliacel van de sympathische zenuwknopen.  In sommige satellietgliacellen van de sensorische zenuwknopen hebben onderzoekers een enkel trilhaartje gezien dat zich uitstrekt van het celoppervlak nabij de celkern en in de extracellulaire ruimte van een diepe insnoering in het plasmamembraan. Het trilhaartje heeft echter alleen de negen paren perifere microtubuli, terwijl het het axiale paar microtubuli mist, waardoor de structuur ervan erg lijkt op de trilhaartjes van zenuwcellen, Schwanncellen en astrocyten van het centrale zenuwstelsel.

### In sensorische zenuwknopen
Satellietgliacellen in sensorische zenuwknopen zijn platte cellen die sensorische zenuwknopen omgeven. Meerdere satellietgliacellen omringen elke sensorische zenuwcel volledig. Het aantal zenuwknopenlen dat de schede vormt, neemt evenredig toe met het volume van de zenuwcel dat het omringt. Bovendien neemt het volume van de schede zelf evenredig toe met het volume en het oppervlak van de perikaryonen. De afstand van de extracellulaire ruimte tussen de schede en het plasmamembraan van de zenuwcel bedraagt 20 nanometer, waardoor de zenuwcel en zijn satellietgliacel-schede één anatomische en functionele eenheid kunnen vormen.
Deze afzonderlijke eenheden worden gescheiden door gebieden met bindweefsel. Er zijn echter enkele sensorische zenuwcellen die dezelfde ruimte innemen binnen het bindweefsel en daarom gegroepeerd zijn in een "cluster" van twee of drie zenuwcellen. Meestal is elke individuele zenuwcel in een cluster nog steeds omgeven door zijn eigen satellietgliacel-schede, maar in sommige gevallen ontbreekt deze. Sommige sensorische zenuwcellen hebben kleine uitsteeksels, microvilli genaamd, die zich vanaf hun celoppervlakken naar buiten uitstrekken. Vanwege hun nabijheid tot de satellietgliacel-schede reiken deze microvilli van het plasmamembraan van de zenuwcel tot in de groeven van de schede, waardoor er mogelijk materiaal tussen de cellen kan worden uitgewisseld.

### In sympathische zenuwknopen
In de sympathische zenuwknopen zijn satellietgliacellen een van de drie hoofdtypen cellen, de andere twee zijn de sympathische zenuwknoopzenuwcellen en de kleine intens fluorescerende cellen (SIF-cellen). De kleine intens fluorescerende cellen van sympathische zenuwknopen komen in groepen voor, die elk omgeven zijn door een satellietgliacel-schede. De satellietgliacellen van de sympathische zenuwknopen komen uit de neurale lijst en prolifereren niet tijdens de embryonale ontwikkeling totdat de zenuwcellen aanwezig en volwassen zijn, wat aangeeft dat de zenuwcellen de deling en rijping van de satellietgliacellen waarnemen. De satellietgliacellen van sympathische zenuwknopen volgen dezelfde basisstructuur als de satellietgliacellen van sensorische zenuwknopen, behalve dat sympathische zenuwknopen ook synapsen hebben. Daarom moet de satellietgliacel-schede van sympathische zenuwcellen zich nog verder uitstrekken om de axonheuvel nabij de perikaryonen te bedekken. Net als de gebieden van de schede nabij de satellietgliacellen zijn de gebieden van de schede bij de axonheuvels dikker dan die rondom de rest van de zenuwcel. Dit geeft aan dat de satellietgliacellen een rol spelen in de synaptische omgeving en zo de synaptische transmissie beïnvloeden.

## Functie
Er wordt onderzoek gedaan naar de fysiologische rol van satellietgliacellen. Huidige theorieën suggereren dat satellietgliacellen een belangrijke rol spelen bij het reguleren van de micro-omgeving van de sympathische zenuwknopen. Dit is gebaseerd op de observatie dat satellietgliacellen de zenuwcellen bijna volledig omhullen en de diffusie van moleculen door het celmembraan kunnen reguleren.[3] Eerder is aangetoond dat wanneer fluorescerende proteïnetracers in de cervicale zenuwknoop worden geïnjecteerd om de bloedsomloop te omzeilen, ze niet op het oppervlak van de zenuwcel worden aangetroffen. Dit suggereert dat de satellietgliacellen de extracellulaire ruimte van individuele zenuwcellen kunnen reguleren.[23] Sommigen speculeren dat satellietgliacellen in de autonome zenuwknopen een vergelijkbare rol hebben als de bloed-hersenbarrière als een functionele barrière voor grote moleculen.[24]
De rol van satellietgliacellen als regulator van de neuronale micro-omgeving wordt verder gekenmerkt door zijn elektrische eigenschappen die erg lijken op die van astrocyten.[25] Astrocyten spelen een goed bestudeerde en gedefinieerde rol bij het controleren van de micro-omgeving in de hersenen, daarom onderzoeken onderzoekers elke homologe rol van satellietgliacellen binnen de sympathische zenuwknopen. Een vastgestelde manier om de micro-omgeving in sensorische zenuwknopen te controleren is de opname van stoffen door gespecialiseerde transporteurs die neurotransmitters naar cellen vervoeren wanneer ze gekoppeld zijn aan Na+ en Cl-.[26] Transporteurs voor glutamaat en gamma-aminoboterzuur (GABA)[27] zijn gevonden in satellietgliacellen. Ze lijken actief betrokken te zijn bij de controle van de samenstelling van de extracellulaire ruimte van de zenuwknopen. Het enzym glutaminesynthetase, dat de omzetting van glutamaat in glutamine katalyseert, wordt in grote hoeveelheden aangetroffen in satellietgliacellen.[28] Bovendien bevatten satellietgliacellen de glutamaat-gerelateerde enzymen glutamaatdehydrogenase en pyruvaatcarboxylase, en kunnen ze de zenuwcellen dus niet alleen van glutamine voorzien, maar ook van appelzuur en lactaat.[28]

## Moleculaire eigenschappen
In tegenstelling tot hun aangrenzende zenuwcellen hebben satellietgliacellen geen synapsen, maar zijn ze uitgerust met receptoren voor een verscheidenheid aan neuroactieve stoffen die analoog zijn aan die in zenuwcellen. Axon-uiteinden en andere delen van de zenuwcel dragen receptoren voor stoffen zoals acetylcholine (ACh), GABA, glutamaat, ATP, noradrenaline, substantie P en capsaïcine die direct van invloed zijn op de fysiologie van deze cellen. Uit onderzoek is gebleken dat satellietgliacellen ook in staat zijn om te reageren op enkele van dezelfde chemische stimuli als zenuwcellen.

#### Moleculaire eigenschappen van satellietgliacellen
| Molecuul                   | Type zenuwknoop                                      | Detectiemethode                  | Opmerkingen |  |
| -------------------------- | ---------------------------------------------------- | -------------------------------- | --- |  |
| Glutamine synthetase       | Muis TG                                              | Immunohistochemie (IHC)          | Katalyseert de condensatie van glutamaat en ammoniak om glutamine te vormen                                                               |  |
| GFAP                       | Rat ganglion spinale (DRG), Ganglion van Gasser (TG) | IHC                              | Upregulatie bij zenuwbeschadiging |  |
| S100                       | Rat DRG                                              | IHC                              | Upregulatie bij zenuwbeschadiging |  |
| Endotheline ETB receptor   | Rat, konijn DRG                                      | IHC, autoradiografie             | Blokkers van ET's blijken pijn te verlichten in diermodellen                                                                              |  |
| Bradykinine B2 receptor    | Rat DRG                                              | Elektrofysiologie                | Betrokken bij het ontstekingsproces |  |
| P2Y receptor               | Muis TG                                              | Ca2+ imaging, IHC                | Draagt bij aan nociceptie |  |
| ACh muscarinic receptor    | Rat DRG                                              | IHC, mRNA (ISH)                  | Rol niet goed gedefinieerd in sensorische zenuwknopen                                                                                     |  |
| NGF trkA receptor          | Rat DRG                                              | Immuno-EM                        | Kan een rol spelen bij reactie op zenuwletsel                                                                                             |  |
| TGFα                       | Rat DRG                                              | mRNA (ISH), IHC                  | Stimuleert neurale proliferatie na verwonding                                                                                             |  |
| Erytropoëtine receptor     | Rat DRG                                              | IHC                              | |  |
| TNF-α                      | Muis RG, TG                                          | IHC                              | Ontstekingsmediator verhoogd door kapotte zenuw, herpes-simplexvirus-activering                                                           |  |
| IL-6                       | Muis TG                                              | IHC                              | Cytokine vrijgegeven tijdens ontsteking, verhoogd door UV-straling                                                                        |  |
| ERK                        | Rat DRG                                              | IHC                              | Betrokken bij functies waaronder de regulatie van meiose en mitose                                                                        |  |
| JAK2                       | Rat DRG                                              | IHC                              | Signaaleiwit een onderdeel van de type II cytokine receptor-familie                                                                       |  |
| Somatostatin sst1 receptor | Rat DRG                                              | IHC                              | Somatostatine remt de afgifte van veel hormonen en andere secretoire eiwitten                                                             |  |
| GABA transporter           | Rat DRG                                              | Autoradiografie                  | |  |
| Glutamate transporter      | Rat DRG                                              | mRNA (ISH), IHC, Autoradiografie | Beëindigt het exciterende neurotransmittersignaal door verwijdering (opname) van glutamaat                                                |  |
| Guanylate cyclase          | Rat DRG, TG                                          | IHC voor cGMP                    | Tweede boodschapper die de boodschap internaliseert die wordt overgebracht door intercellulaire boodschappers zoals peptidehormonen en NO |  |
| PGD synthase               | Kip DRG                                              | IHC                              | Bekend om zijn functie als neuromodulator en groeifactor in het centrale zenuwstelsel                                                     |  |

## Verschillen met andere gliacellen
Satellietgliacellen worden vaak vergeleken met de astrocyten van het centraal zenuwstelsel omdat ze bepaalde anatomische en fysiologische eigenschappen delen, zoals de aanwezigheid van neurotransmittertransporters en de expressie van glutaminesynthetase. Er zijn echter onderscheidende factoren die satellietgliacellen in een aparte categorie van gliacellen plaatsen. Satellietgliacellen omringen meestal individuele sensorische en parasympathische zenuwcellen met een complete, ononderbroken schede, terwijl de meeste zenuwcellen van sympathische zenuwknopen geen volledig continue satellietgliacelschede hebben, waardoor er beperkte directe uitwisseling van stoffen mogelijk is tussen de extracellulaire ruimte van de zenuwcel en de ruimte in het bindweefsel waar de satellietgliacellen zich bevinden. Bovendien bestaan er gap junctions tussen satellietgliacellen in de schede van aangrenzende zenuwcellen en tussen satellietgliacellen in dezelfde schede (reflexieve gap junctions).[2] Deze gap junctions zijn geïdentificeerd door middel van elektronenmicroscopie en markers, zoals lucifergeel of neurobiotine. De mate waarin satellietgliacellen gekoppeld zijn aan satellietgliacellen van een andere schede of aan satellietgliacellen van dezelfde schede is afhankelijk van de pH van de cellulaire omgeving.
Uit studies op ratten en muizen blijkt dat satellietgliacellen veel neurotransmitterreceptoren tot expressie brengen, zoals muscarinische acetylcholine- en erytropoëtinereceptoren. Voor het maken van onderscheid tussen satellietgliacellen en andere gliacellen hebben onderzoekers markers gebruikt om te identificeren welke eiwitten in verschillende cellen worden aangetroffen. Hoewel satellietgliacellen GFAP (glial fibrillary acidic protein) en verschillende S100-eiwitten tot expressie brengen, is de meest bruikbare marker die vandaag de dag beschikbaar is voor satellietgliacel-identificatie glutaminesynthetase. De niveaus van glutaminesynthetase zijn relatief laag in rust, maar ze nemen sterk toe als het axon van de zenuw beschadigd wordt.  Bovendien bezitten satellietgliacellen ook mechanismen om cytokines, adenosinetrifosfaat (ATP) en andere chemische boodschappers vrij te geven.

## Klinische betekenis

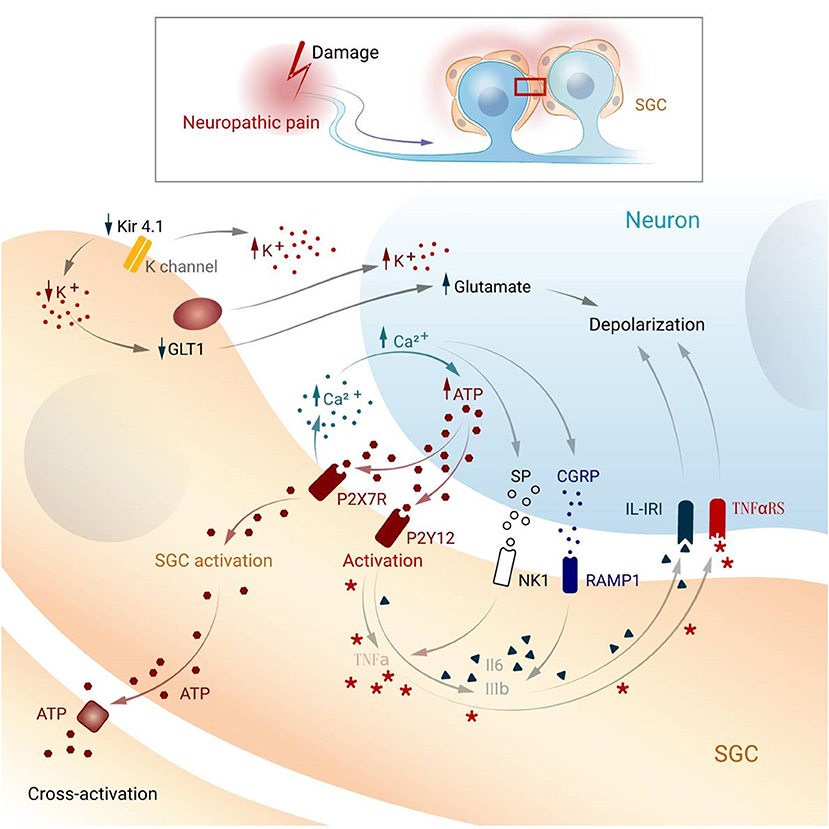
Mogelijk mechanisme dat ten grondslag ligt aan de activering en kruisactivering in satellietgliacellen en zenuwcellen bij pijn.

### Chronische pijn
Gliacellen, waaronder satellietgliacellen, worden al lang erkend vanwege hun rol bij de reactie op schade van en letsel aan zenuwen. Satellietgliacellen zijn specifiek betrokken bij een nieuwe rol met betrekking tot het ontstaan en aanhouden van chronische pijn, wat hyperalgesie en andere vormen van spontane pijn kan omvatten.

### Secretie van bioactieve moleculen
Satellietgliacellen hebben het vermogen om cytokines en andere bioactieve moleculen vrij te geven die pijn via de zenuwen overbrengen. Neurotrofinen en tumornecrosefactor α (TNFα) zijn andere cellulaire factoren die zenuwen gevoeliger maken voor pijn.[30] Satellietgliacellen zijn in het perifere zenuwstelsel in mindere aantallen aanwezig dan andere bekendere soorten gliacellen, zoals astrocyten, maar zijn vastgesteld om nociceptie te beïnvloeden vanwege enkele van hun fysiologische en farmacologische eigenschappen. In feite hebben satellietgliacellen, net als astrocyten, het vermogen om naburige activiteit van zenuwen te detecteren en te reguleren. Ten eerste is bekend dat satellietgliacellen na een periode van zenuwcelbeschadiging GFAP upreguleren en celdeling ondergaan. Ze hebben het vermogen om chemoattractanten vrij te geven, die analoog zijn aan die welke door Schwanncellen worden vrijgegeven en bijdragen aan de rekrutering en proliferatie van macrofagen. Daarnaast hebben verschillende onderzoeksgroepen ontdekt dat satellietgliacelkoppeling toeneemt na zenuwbeschadiging wat waarschijnlijk om verschillende redenen een effect heeft op de perceptie van pijn. Normaal gesproken worden de gap junctions tussen satellietgliacellen gebruikt om kaliumionen tussen aangrenzende cellen te herverdelen. Bij de koppeling van satellietgliacellen neemt het aantal gap junctions echter sterk toe. Dit kan mogelijk zijn om grotere hoeveelheden ATP en glutamaat aan te pakken, wat uiteindelijk leidt tot een verhoogde recycling van het glutamaat. De verhoogde niveaus van glutamaat leiden tot overmatige prikkeling en een toename van nociceptie.

### Expressie van receptoren en ionkanalen

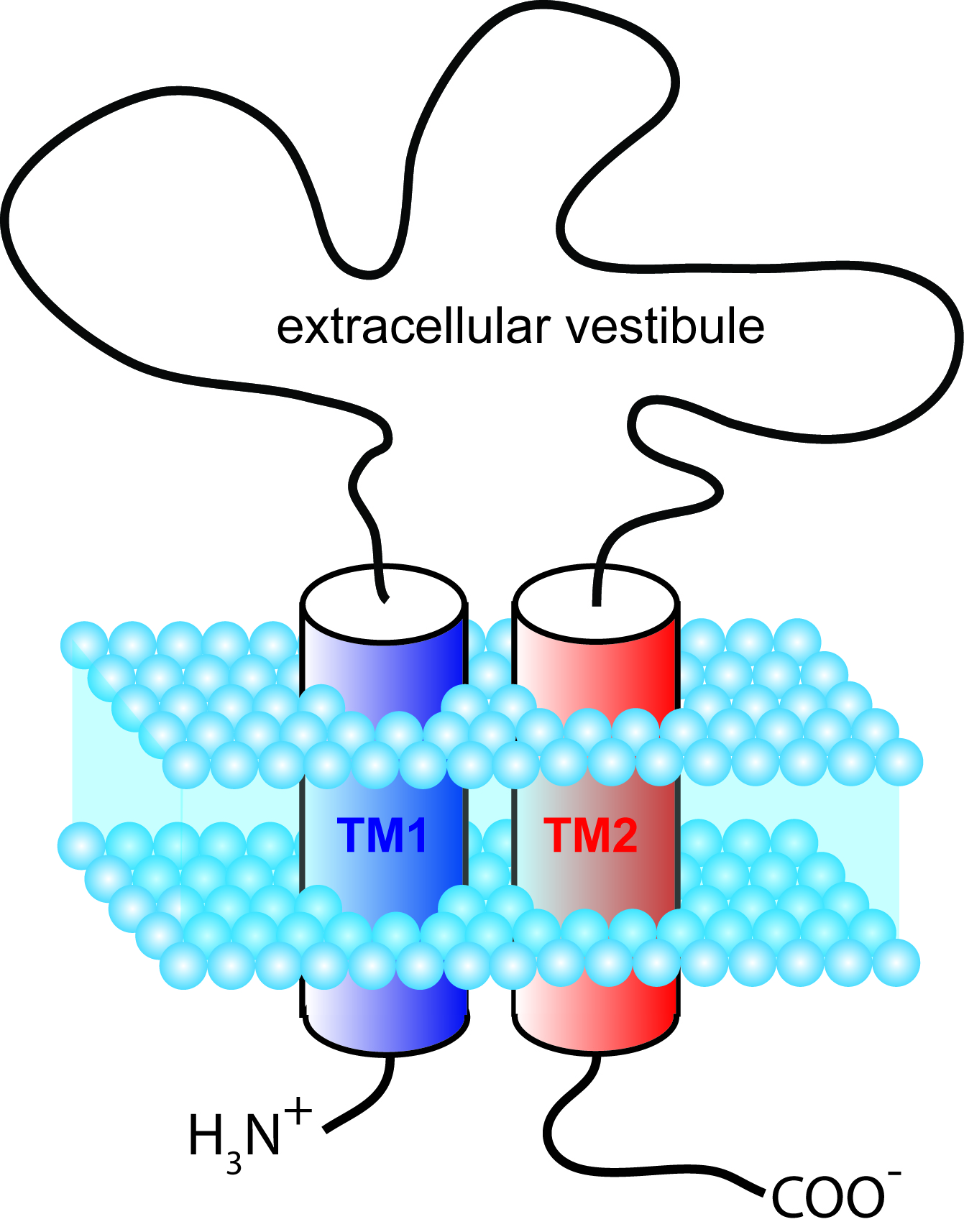
Representatie van een typische P2X-receptorsubeenheid geassocieerd met het celmembraan.

Verschillende receptoren van zenuwen aanwezig op satellietgliacellen zijn genoemd als deelnemers aan ATP-opgewekte pijnsignalen, met name de homomultimeer P2X3 en de heteromultimeer P2X2/3 purinoceptoren, celmembraanmoleculen. Over het algemeen reageert de P2X-familie van receptoren op door zenuwen vrijgegeven ATP. Elk van de P2X-subtypen wordt aangetroffen in sensorische zenuwcellen met uitzondering van de P2X7-receptor, die selectief wordt uitgescheiden door gliacellen, waaronder satellietgliacellen. De receptor is betrokken bij de afgifte van interleukine IL-1β uit macrofagen of microglia en astrocyten. De receptor speelt waarschijnlijk een rol in de cascade van gebeurtenissen die eindigen met ontsteking en neuropathische pijn. Er is ontdekt dat deze receptor een antagonist heeft in de vorm van A-317491, die, wanneer aanwezig, het vermogen heeft om zowel de opgewekte als ongevraagde afvuring van verschillende klassen spinale zenuwcellen te verminderen, en ook de afgifte van IL-1β te remmen. Er wordt echter aangenomen dat de externe invloeden van de receptoren P2X3 en P2Y1 de interacties tussen P2X7 en zijn antagonist compliceren, waardoor het een niet-ideaal doelwit is bij het gebruik van farmacologische strategieën.
P2Y-receptoren worden ook aangetroffen op zowel zenuwcellen als gliacellen. Hun rol is minder duidelijk dan die van de P2X-receptoren, maar er is opgemerkt dat ze verschillende tegenstrijdige functies hebben. In sommige gevallen werken deze receptoren als pijnstillers, aangezien P2Y1 het vermogen heeft om de werking van P2X3 te remmen. In andere gevallen dragen de receptoren bij aan nociceptie door de modulatie van de extracellulaire concentratie van calcitonine-gengerelateerd peptide (CGRP). Deze conflicterende rollen worden verder onderzocht, zodat ze kunnen dienen als potentiële doelen voor de ontwikkeling van verschillende therapeutische medicijnen.
Satellietgliacellen drukken ook een specifiek type kanaal uit, het Kir4.1-kanaal, dat werkt om de gewenste lage extracellulaire K+-concentratie te handhaven om hyperexcitabiliteit te beheersen, waarvan bekend is dat het migraine veroorzaakt. Bovendien is gebleken dat de extracellulaire K+-concentratie wordt gecontroleerd door guanine nucleoside guanosine (Guo). Guo, dat mogelijk betrokken is bij de communicatie en interactie tussen zenuwcellen en satellietgliacellen in sensorische zenuwknopen, is ook een potentieel doelwit dat de veranderingen in de extracellulaire K+-concentratie die geassocieerd worden met chronische pijn zou kunnen controleren.

### Herpes-simplexvirus
Sensorische zenuknopen worden in verband gebracht met infecties door virussen zoals het herpes-simplexvirus, die tientallen jaren na de primaire infectie in een slapende toestand in de zenuwknopen aanwezig kunnen blijven. Wanneer het virus opnieuw wordt geactiveerd, verschijnen er blaren op de huid en slijmvliezen. Tijdens het latente stadium van het virus bevinden de virussen zich zelden in de satellietgliacellen in de sensorische zenuwknopen, maar de satellietgliacellen kunnen nog steeds een belangrijke rol spelen bij de ziekte. Er is voorgesteld dat satellietgliacellen fungeren als een barrière om de verspreiding van het virus van geïnfecteerde naar niet-geïnfecteerde zenuwen te voorkomen. Als deze beschermende barrière zou afbreken, zou de infectie zich verder kunnen verspreiden. Deze eigenschap kan worden verklaard door te kijken naar de locatie en rangschikking van de satellietgliacellen, aangezien ze gecentreerd zijn op de zenuwcellen, waardoor ze de zenuwcellen kunnen beschermen. Er is ook geopperd dat satellietgliacellen een rol kunnen spelen bij het verwijderen van het virus uit de zenuwknopen en bij het beschermen en herstellen van het zenuwstelsel nadat het virus het slapende stadium heeft verlaten.